# Économie de la famille
L'économie de la famille est une branche de la théorie économique consacrée à l'étude de la famille. Elle s'est notamment développée à la suite de l'ouvrage de Gary Becker A Treatise on the Family (en) (Traité sur la famille, 1981).